# Igor Gräzin
Igor Gräzin (ur. 27 czerwca 1952 w Tallinnie) – estoński polityk, prawnik i wykładowca akademicki, deputowany do Riigikogu, eurodeputowany VIII kadencji.

## Życiorys
Absolwent studiów prawniczych na Uniwersytecie w Tartu (1975). W 1979 uzyskał stopień kandydata nauk w Moskwie, a w 1987 doktoryzował się w Instytucie Państwa i Prawa Akademii Nauk ZSRR.
Od 1975 do 1988 związany z macierzystą uczelnią, był m.in. prodziekanem Wydziału Prawa (od 1986). Później przez rok kierował instytutem w Estońskiej Akademii Nauk. W latach 1989–1991 zasiadał w Radzie Najwyższej ZSRR. W latach 90. wykładał w amerykańskim University of Notre Dame. W USA został członkiem Partii Republikańskiej. W międzyczasie w 1994 wstąpił do Estońskiej Partii Reform, a w latach 1995–1999 posłował do Zgromadzenia Państwowego VIII kadencji. Krótko był doradcą w resorcie spraw zagranicznych, następnie pełnił funkcję dziekana wydziału prawa i prorektora prywatnej uczelni Akadeemia Nord.
W 2002 został radnym miejskim Tallinna, przez rok wykładał w Woodrow Wilson International Center for Scholars. W 2005 ponownie zasiadał w estońskim parlamencie (X kadencji). Mandat utrzymywał w 2007, 2011 i 2015. W 2018 objął zwolniony przez Kaję Kallas mandat deputowanego do Parlamentu Europejskiego VIII kadencji. Wkrótce wystąpił z Estońskiej Partii Reform, po czym związał się z Estońską Partią Centrum.
Igor Gräzin jest stanu wolnego, ma dwoje dzieci (w tym syna ze związku z Maret Maripuu).